# 白羊坦克
白羊坦克（又譯公羊坦克）是二戰時期加拿大以美國M3李戰車改進而成的巡航坦克。

## 開發與設計
二戰初期，英國對加拿大的裝甲車輛供應嚴重不足，加拿大決定自行生產坦克作本土防衛及前線作戰用途，加拿大蒙特利爾火車公司（Montreal Locomotive Works）成立了加拿大坦克兵工廠（Canadian Tank Arsenal），以美國M3中型坦克的底盤為基礎，修改了一些原有缺點，再配一個旋轉式炮塔，雖然美軍的75公釐炮效果優良，但當時英聯邦普遍採用QF 2磅炮，因此決定使用大型炮塔以節省日後升級所需的時間。
1941年6月，加拿大坦克兵工廠成功開發了樣車，至11月開始進行量產，配QF 2磅炮的早期版本定名為白羊Mk I。到1942年2月的改進型白羊Mk II改為配QF 6磅炮並一直生產至1943年7月停產，因為當時英聯邦決定全力生產雪曼坦克。

## 作戰歷史

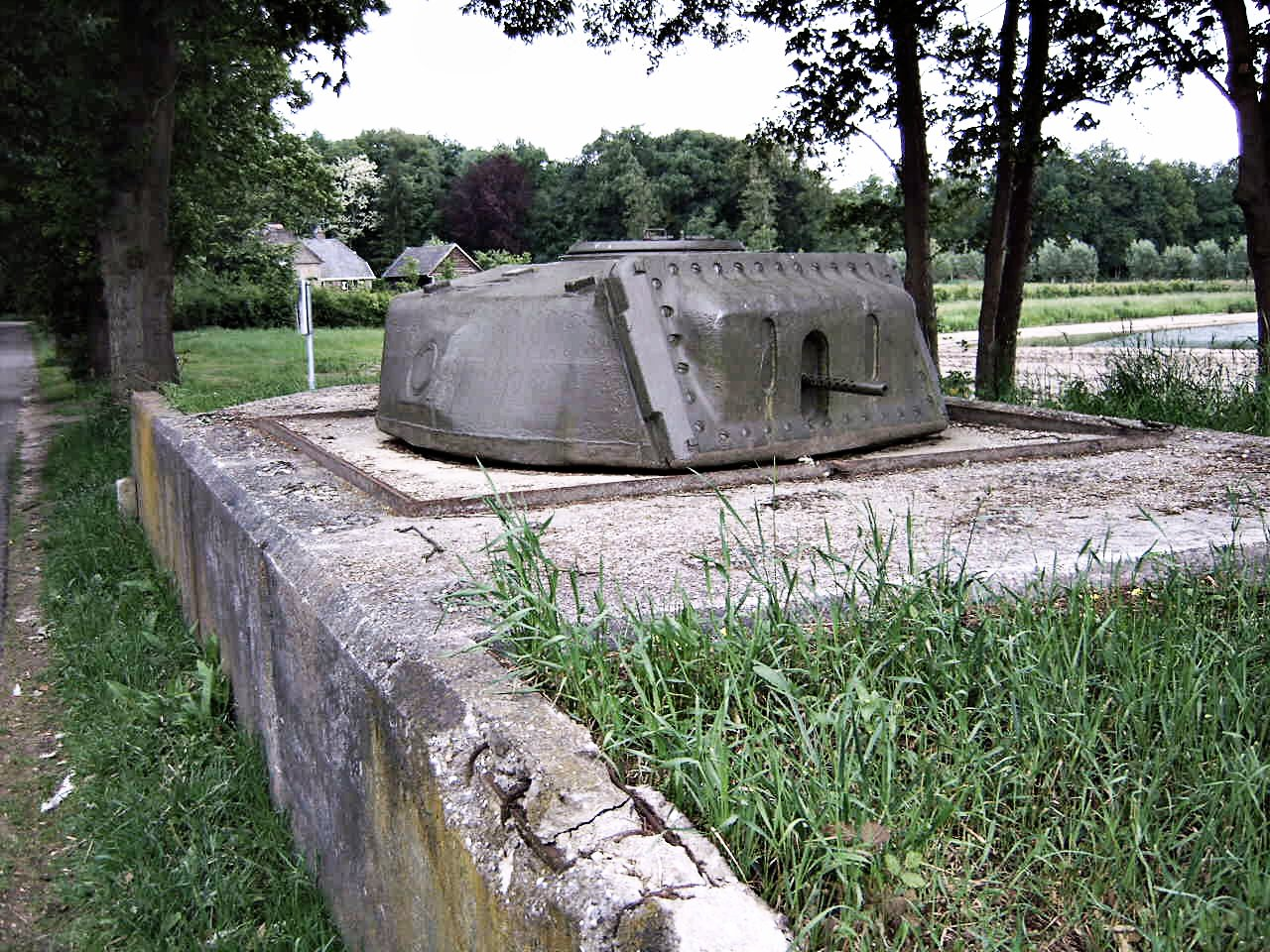
荷蘭艾瑟爾防線的白羊坦克碉堡，主炮已經拆除並改為一門機槍

白羊坦克並沒有如預期般在戰場服役，英軍通常把它作訓練用途，反而以白羊坦克在戰場改裝的前沿觀察車版本及白羊袋鼠裝甲運兵車卻經常出現於歐戰前線，第1加拿大裝甲運輸團（1st Canadian Armoured Carrier Regiment）就大量採用直至戰爭完結。
荷蘭皇家陸軍在1945年得到加拿大政府的許可，取得未改裝的白羊坦克作本土防衛用途，裝備他們的第1及第2坦克營（1e/2e Bataljon Vechtwagens），但由於欠缺妥善維護，作戰能力相當低落，至1947年，英國把44輛白羊坦克送交荷蘭，包括4輛前沿觀察車型及4輛裝有75毫米炮的版本，當時荷蘭共計有73輛，但到1950年就只剩15輛能夠服役，其中部份的車體以兩尺混凝土覆蓋，只外露炮塔作為固定碉堡來防衛艾瑟爾防線。

## 型號

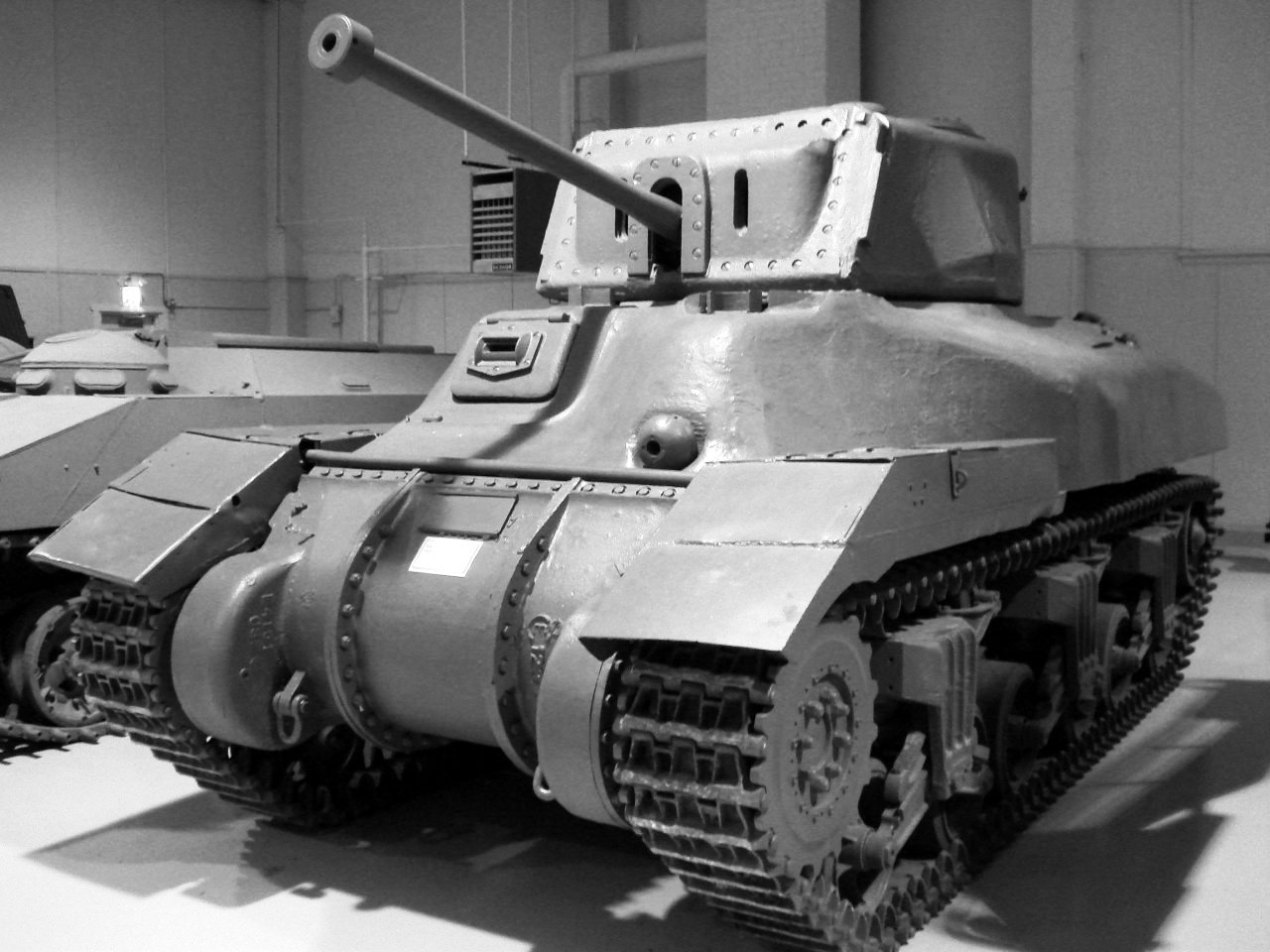
白羊Mk II後期型

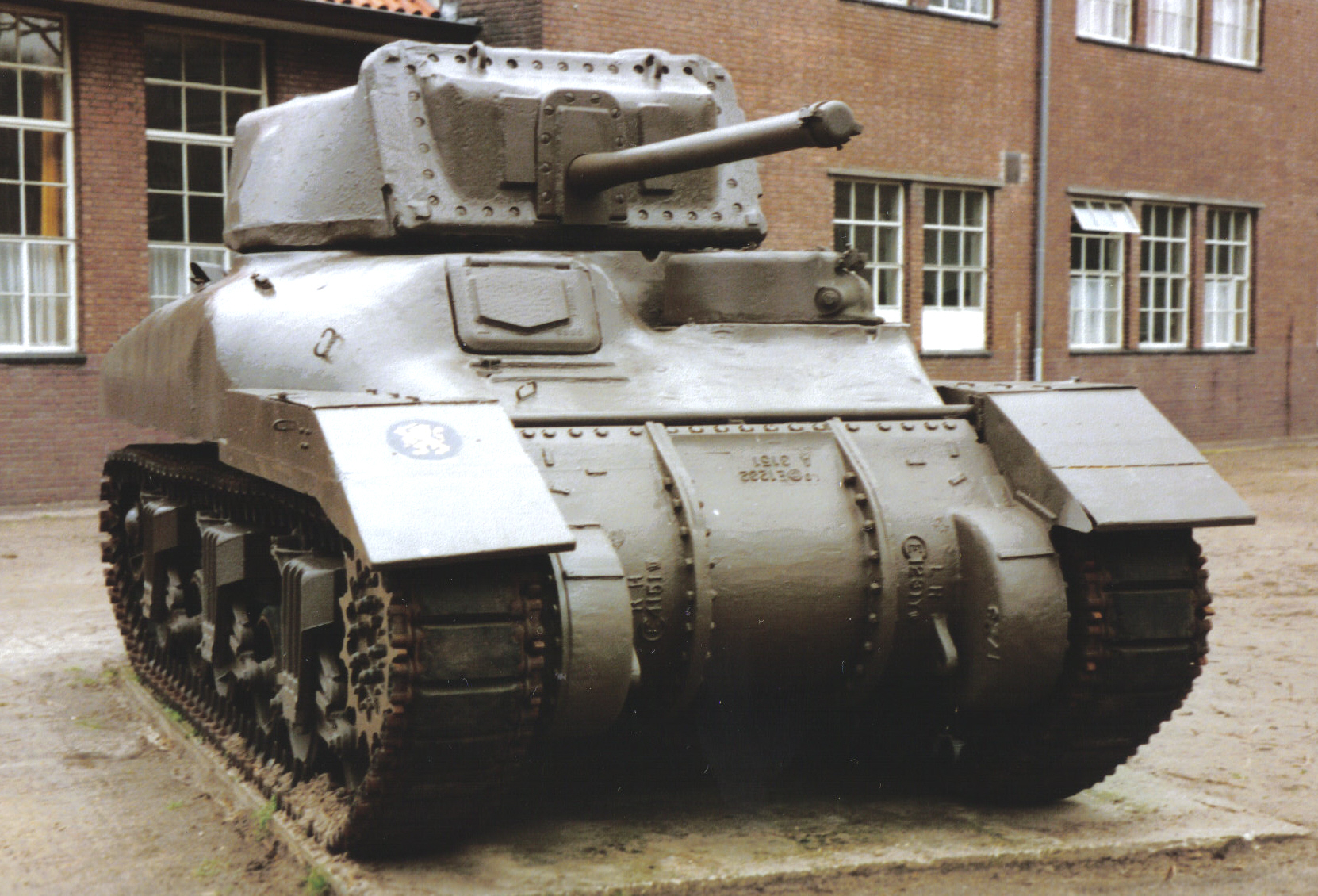
公羊前沿觀察車，現存於阿默斯福特荷蘭騎兵博物館（Dutch Cavalry Museum）

白羊坦克Mk I（Tank Cruiser, Ram Mk I）
主炮為一門QF 2磅炮（40公釐口徑），備彈171發，配一門同軸機槍及車頭有一個小型機槍塔，車體兩側各有一個艙門。
白羊坦克Mk II（Tank Cruiser, Ram Mk II）
早期型：以白羊Mk I改用QF 6磅炮Mk III（57公釐口徑，43倍徑），備彈92發
後期型：改用QF 6磅炮Mk V（50倍徑），除消車體兩側艙門，車頭的小型機槍塔改為一門球型機槍座。
獾式噴火坦克
主炮位置改用黃蜂II火焰噴射器
白羊袋鼠裝甲運兵車
改裝版本，拆除了炮塔，改為開頂式裝甲運兵車，連2個車組成員共載12人，車內添加長凳，保留車頭的小型機槍塔或球型機槍座，或改用火焰噴射器，車組成員通常會自行加裝武器，有時甚至加裝20公釐炮。
白羊前沿觀察車/指揮車
專為前沿觀察觀察官（Forward Observation Officers，FOO）而設，以白羊Mk II改作火炮觀察及指揮的專用車輛，以假炮管取代原本QF 6磅炮，保留車頭的機槍，通常用於配搭薩克斯頓自走炮，車安裝兩具No.19無線電組。
薩克斯頓自走炮（Sexton）
以白羊車體改為安裝QF 25磅炮（87.6公釐口徑）配開頂式固定炮塔，生產數量超過2,000輛
沙袋鼠彈藥運輸車（Wallaby）
同樣以白羊車體改裝，為薩克斯頓自走炮提供彈藥的彈藥運輸車。
白羊裝甲回收車Mk I（Ram ARV Mk I）
以白羊Mk I車體改裝而成，裝有一個絞盤。
白羊裝甲回收車Mk II（Ram ARV Mk II）
以白羊Mk II車體改裝而成，加裝推土鏟，改用假炮塔。
白羊火炮牽引車
用於拖送QF 17磅炮的裝甲火炮牽引車。